# 托氏菊头蝠
托氏菊头蝠（学名：Rhinolophus thomasi）为菊头蝠科菊头蝠属的动物，分布于老挝， 缅甸， 泰国，越南和中国大陆贵州、云南等地。该物种的模式产地在缅甸。

## 亚种
- 托氏菊头蝠云南亚种（学名：Rhinolophus thomasi septentrionalis），Sanborn于1939年命名。在中国大陆，分布于云南等地。该物种的模式产地在云南。[3]